# Sōkratīs Dioudīs
Sōkratīs Dioudīs (in greco Σωκράτης Διούδης?; Salonicco, 3 febbraio 1993) è un calciatore greco, portiere del Gaziantep.

## Statistiche

### Presenze e reti nei club
Statistiche aggiornate all'8 febbraio 2025.
| Stagione              | Squadra               | Campionato            | Campionato | Campionato | Coppe nazionali | Coppe nazionali | Coppe nazionali | Coppe continentali | Coppe continentali | Coppe continentali | Altre coppe | Altre coppe | Altre coppe | Totale | Totale |
| Stagione              | Squadra               | Comp                  | Pres       | Reti       | Comp            | Pres            | Reti            | Comp               | Pres               | Reti               | Comp        | Pres        | Reti        | Pres   | Reti   |
| --------------------- | --------------------- | --------------------- | ---------- | ---------- | --------------- | --------------- | --------------- | ------------------ | ------------------ | ------------------ | ----------- | ----------- | ----------- | ------ | ------ |
| 2012-2013             | Arīs Salonicco        | SL                    | 12         | -10        | CG              | 1               | -3              | -                  | -                  | -                  | -           | -           | -           | 13     | -13    |
| 2013-2014             | Arīs Salonicco        | SL                    | 32         | -47        | CG              | 1               | 0               | -                  | -                  | -                  | -           | -           | -           | 33     | -47    |
| 2014-2015             | Club Bruges           | D1                    | 0          | 0          | CB              | 0               | 0               | UEL                | 0                  | 0                  | -           | -           | -           | 0      | 0      |
| 2015-2016             | Paniōnios             | SL                    | 18+3       | -15 + -4   | CG              | 3               | -2              | -                  | -                  | -                  | -           | -           | -           | 24     | -21    |
| 2016-2017             | Aris Salonicco        | FL                    | 31         | -16        | CG              | 3               | -4              | -                  | -                  | -                  | -           | -           | -           | 34     | -20    |
| Totale Arīs Salonicco | Totale Arīs Salonicco | Totale Arīs Salonicco | 75         | -73        |                 | 5               | -7              |                    | -                  | -                  |             | -           | -           | 80     | -80    |
| 2017-2018             | Panathīnaïkos         | SL                    | 5          | -9         | CG              | 3               | -5              | UEL                | 0                  | 0                  | -           | -           | -           | 8      | -14    |
| 2018-2019             | Panathīnaïkos         | SL                    | 26         | -25        | CG              | 3               | -2              | -                  | -                  | -                  | -           | -           | -           | 29     | -27    |
| 2019-2020             | Panathīnaïkos         | SL                    | 32         | -29        | CG              | 6               | -6              | -                  | -                  | -                  | -           | -           | -           | 38     | -35    |
| 2020-2021             | Panathīnaïkos         | SL                    | 34         | -28        | CG              | 1               | -2              | -                  | -                  | -                  | -           | -           | -           | 35     | -30    |
| 2021-2022             | Panathīnaïkos         | SL                    | 11         | -7         | CG              | 4               | -1              | -                  | -                  | -                  | -           | -           | -           | 15     | -8     |
| 2022-gen. 2023        | Panathīnaïkos         | SL                    | 0          | 0          | CG              | 0               | 0               | -                  | -                  | -                  | -           | -           | -           | 0      | 0      |
| Totale Panathīnaïkos  | Totale Panathīnaïkos  | Totale Panathīnaïkos  | 108        | -98        |                 | 17              | -16             |                    | 0                  | 0                  |             | -           | -           | 125    | -114   |
| gen.-giu. 2023        | Zagłębie Lubin        | SL                    | 14         | -13        | -               | -               | -               | -                  | -                  | -                  | -           | -           | -           | 14     | -13    |
| 2023-2024             | Zagłębie Lubin        | SL                    | 21         | -31        | CP              | 1               | -1              | -                  | -                  | -                  | -           | -           | -           | 22     | -32    |
| Totale Zagłębie Lubin | Totale Zagłębie Lubin | Totale Zagłębie Lubin | 35         | -44        |                 | 1               | -1              |                    | 0                  | 0                  |             | -           | -           | 36     | -45    |
| 2024-2025             | Gaziantep             | SL                    | 15         | -21        | TK              | -               | -               | -                  | -                  | -                  | -           | -           | -           | 15     | -21    |
| Totale carriera       | Totale carriera       | Totale carriera       | 254        | -255       |                 | 26              | -26             |                    | 0                  | 0                  |             | -           | -           | 278    | -278   |

### Cronologia presenze e reti in nazionale
| Cronologia completa delle presenze e delle reti in nazionale ― Grecia | Cronologia completa delle presenze e delle reti in nazionale ― Grecia | Cronologia completa delle presenze e delle reti in nazionale ― Grecia | Cronologia completa delle presenze e delle reti in nazionale ― Grecia | Cronologia completa delle presenze e delle reti in nazionale ― Grecia | Cronologia completa delle presenze e delle reti in nazionale ― Grecia | Cronologia completa delle presenze e delle reti in nazionale ― Grecia | Cronologia completa delle presenze e delle reti in nazionale ― Grecia |
| Data                                                                  | Città                                                                 | In casa                                                               | Risultato                                                             | Ospiti                                                                | Competizione                                                          | Reti                                                                  | Note                                                                  |
| --------------------------------------------------------------------- | --------------------------------------------------------------------- | --------------------------------------------------------------------- | --------------------------------------------------------------------- | --------------------------------------------------------------------- | --------------------------------------------------------------------- | --------------------------------------------------------------------- | --------------------------------------------------------------------- |
| 7-10-2020                                                             | Klagenfurt am Wörthersee                                              | Austria                                                               | 2 – 1                                                                 | Grecia                                                                | Amichevole                                                            | -2                                                                    |                                                                       |
| 28-3-2021                                                             | Salonicco                                                             | Grecia                                                                | 2 – 1                                                                 | Honduras                                                              | Amichevole                                                            | -1                                                                    |                                                                       |
| Totale                                                                |                                                                       | Presenze                                                              | 2                                                                     |                                                                       | Reti                                                                  | -3                                                                    |                                                                       |

## Palmarès

### Club

#### Competizioni nazionali
- Coppa del Belgio: 1

Club Bruges: 2014-2015
- Coppa di Grecia: 1

Panathinaikos: 2021-2022